# さとみタクシー
さとみタクシー有限会社は、秋田県横手市に本社を置くタクシー事業者である。
一般タクシーのほか、乗合タクシーの運行も行っている。

## 沿革
- 2007年10月1日 - 乗合タクシー湯沢沼館線の試験運行開始。
- 2008年4月1日 - 乗合タクシー湯沢沼館線を本格運行化。

## 本社および営業所
- 本社
  - 秋田県横手市雄物川町東里字東里173番地9

## 乗合タクシー

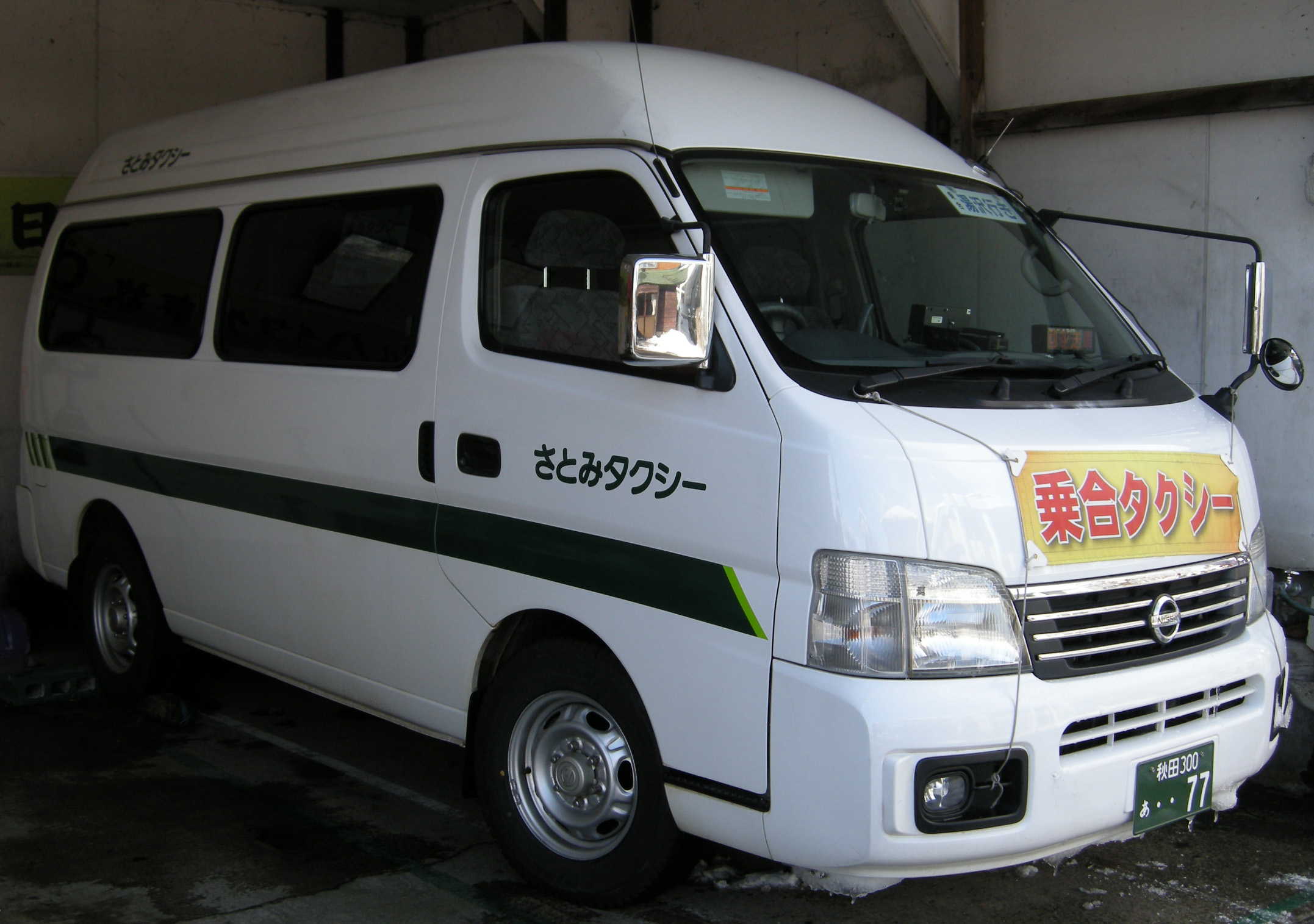
湯沢沼館線の車両

乗合タクシーとして、以下の路線を運行している。
湯沢沼館線
- 羽後交通湯沢営業所前 - 湯沢駅前角 - 角間 - 旧植田支所前 - 造山 - 沼館
  - 土曜・日曜・祝日および12/31 - 1/3は運休。
  - 運賃はブロック制。
  - 2007年9月30日限りで廃止された羽後交通湯沢沼館線の廃止代替として、運行を開始した。
  - 実際の運行は湯沢タクシーとの分担になっており、さとみタクシーの担当は朝夕2往復のみ。

エアポートライナー栗駒号
- 秋田空港 - 横手地区 - 湯沢地区 - 栗駒地区
  - 予約制で、前日の12時までに予約が必要（予約がない場合は運休）。